# لی هان
لی هان (کره‌ای: 이한؛ زادهٔ ۱۹۷۰) کارگردان فیلم و فیلم‌نامه‌نویس اهل کره جنوبی است و به خاطر کارگردانی شاهد بی‌گناه شناخته می‌شود.

## فیلم‌شناسی
- شیرین عسل (۲۰۲۳) - کارگردان، فیلم‌نامه‌نویس[۱]
- شاهد بی‌گناه (۲۰۱۹) - کارگردان، فیلم‌نامه‌نویس
- دروغ‌ها (۲۰۱۳) - کارگردان[۲]
- پانچ (۲۰۱۱) - کارگردان، ادیتور فیلم‌نامه[۳][۴]
- عشق من (۲۰۰۷) - کارگردان، ادیتور فیلم‌نامه[۵]
- تقریباً عشق (۲۰۰۶) - کارگردان، فیلم‌نامه‌نویس[۶]
- بادیگارد (تلویزیون، ۲۰۰۳) - فیلم‌نامه‌نویس[۷]
- باغ بهشت (۲۰۰۳) - فیلم‌نامه‌نویس[۷]
- کنسرتو عاشقان (۲۰۰۲) - کارگردان، فیلم‌نامه‌نویس[۷]
- قلب من (۲۰۰۰) - دستیار کارگردان
- داستان عشق (۱۹۹۶) - دستیار کارگردان، طراح لباس